# Helmut Lipper
Helmut Lipper (* 9. Juli 1922) ist ein ehemaliger deutscher Fußballspieler, der zwischen 1949 und 1952 in Erfurt Erstligafußball spielte.

## Sportliche Laufbahn
Nach dem Ende des Zweiten Weltkriegs begann Lipper bei der Sportgemeinschaft Erfurt-West Fußball zu spielen. Mit seiner Mannschaft erreichte er 1948 das Halbfinale um die Thüringer Fußballmeisterschaft, die Erfurter unterlagen jedoch der SG Sömmerda mit 0:2. Anschließend wechselte er zum Lokalrivalen Fortuna Erfurt, der sich 1949 für die Fußball-Ostzonenmeisterschaft qualifizierte. Im Viertelfinalspiel besorgte Lipper das 5:0 beim 10:0-Sieg über die SG Wismar-Süd. Die SG Fortuna gelangte bis in das Endspiel, das jedoch mit 1:4 gegen die ZSG Union Halle verloren ging und ohne Lipper stattfand.
Als Vizemeister hatte sich Erfurt für die Teilnahme an der ersten Saison der neu eingeführten ostdeutschen Fußball-Zonenliga (später DS-Oberliga, DDR-Oberliga) qualifiziert. In dieser Saison, in der die Erfurter als BSG KWU antraten, kam Lipper am dritten Spieltag zum ersten Mal zum Einsatz und schoss auch sein erstes Ligator. Am Ende der Saison hatte er von den 26 ausgetragenen Punktspielen 17 Begegnungen absolviert und sechs Tore erzielt. Anschließend stand Lipper mit seiner Mannschaft im Endspiel um den DDR-Fußballpokal. Zur Saison 1950/51, die Erfurter Mannschaft nannte sich nun BSG Turbine, wurde Lipper zwar von Beginn an eingesetzt, hatte danach aber zahlreiche Ausfälle, sodass er von den 34 Punktspielen nur 16 absolvieren konnte. Er kam diesmal auf fünf Punktspieltore, davon schoss er allein drei in der Begegnung des 17. Spieltages Turbine Erfurt – Stahl Altenburg (5:1). Am Saisonende musste Turbine Erfurt gegen die BSG Chemie Leipzig ein Entscheidungsspiel um die Meisterschaft austragen, da beide Mannschaften punktgleich an der Tabellenspitze standen. Mit Lipper als Linksaußenstürmer verloren die Erfurter mit 0:2.
Auch 1951/52 war der 29-jährige Lipper wieder vom ersten Spieltag an dabei, hatte aber erneut zahlreiche Zwangspausen und kam so in der Mammutsaison mit 36 Punktspielen nur auf 15 Einsätze und nur zu einem Tor. Am 1. Mai 1952 bestritt er sein letztes Oberligaspiel in der Begegnung des vorletzten Spieltages Stahl Thale –Turbine Erfurt (5:0). Es war innerhalb von drei Spielzeiten sein 48. Meisterschaftsspiel, in denen er auf zwölf Tore gekommen war.